# Sergio mericeae
Sergio mericeae är en kräftdjursart som beskrevs av Manning och Felder 1995. Sergio mericeae ingår i släktet Sergio och familjen Callianassidae. Inga underarter finns listade i Catalogue of Life.